# Sporobolus infirmus
Sporobolus infirmus là một loài thực vật có hoa trong họ Hòa thảo. Loài này được Mez miêu tả khoa học đầu tiên năm 1921.